# Comuna Haiove, Bar
Haiove (în ucraineană Гайове) este o comună în raionul Bar, regiunea Vinnița, Ucraina, formată din satele Șpîrkî, Kolosivka și Haiove (reședința).

## Demografie
Componența lingvistică a satului Haiove
     Ucraineană (98,35%)
     Rusă (1,29%)
     Alte limbi (0,21%)
Conform recensământului din 2001, majoritatea populației satului Haiove era vorbitoare de ucraineană (98,35%), existând în minoritate și vorbitori de rusă (1,29%).